# Hannah Free
Hannah Free ist ein Liebesfilm aus dem Jahr 2009 nach dem gleichnamigen Theaterstück von Claudia Allen über die lebenslange Beziehung zwischen der abenteuerlustigen Hannah und der eher ruhigen Rachel. Die Titelrolle spielte Sharon Gless, Regie führte Wendy Jo Carlton.

## Handlung
Hannah und Rachel wuchsen gemeinsam in einer Kleinstadt in den Vereinigten Staaten auf. Ihre Liebe zueinander stieß auf große Hindernisse in ihrem persönlichen Umfeld. Hannah entwickelte sich zu einer abenteuer- und reiselustigen Lesbe, während Rachel sich mit einem ruhigen Leben als Hausfrau und Mutter abfand. In Zeitsprüngen erzählt der Film von ihrem wechselvollen Leben und ihrer Liebe.
Die Seniorin Hannah lebt nun auf einen Rollstuhl angewiesen in einem winzigen Zimmer im Altersheim. Früher hat sie die ganze Welt bereist, doch jetzt ist sie auf fremde Hilfe angewiesen. Zudem liegt ihre langjährige Freundin und Geliebte Rachel in einem Nachbarzimmer im Koma, aus dem sie nicht mehr erwachen wird. Als wäre das nicht schon schlimm genug, untersagt Rachels Tochter Marge ihr auch noch den Besuch ihrer Mutter. Es bricht Hannah fast das Herz, dass sie sich von ihrer lebenslangen Gefährtin nicht verabschieden darf.
Sie erinnert sich an viele schöne und weniger schöne Erlebnisse mit Rachel, deren etwa 30-jähriger Geist ihr des Öfteren erscheint. Frustriert von ihrem Dasein als „Gefangene des Altersheims“, schreibt Hannah ein Tagebuch. Mit Hilfe der jungen Greta, die Hannah im Altersheim besucht und sich mit ihr anfreundet, kann Hannah Rachel nachts besuchen, wenn Marge nicht an ihrem Bett sitzt. Es stellt sich heraus, dass Greta Rachels Urenkelin ist, die Hannah nur als Kind kannte. Selbst ebenfalls lesbisch, setzt Greta sich für Hannah und Rachel ein und bringt ihre Großmutter Marge schließlich dazu, sich gemeinsam mit ihr und Hannah endgültig von Rachel zu verabschieden.

## Auszeichnungen (Auswahl)
- 2009: „Philadelphia QFest“ – Gay Icon … für Sharon Gless[3]
- 2009: „Madrid International Film Festival“ und „Film Out San Diego Audience Award“ – Beste Schauspielerin … für Sharon Gless[4]